# Rigadin aime la musique
Pour plus de détails, voir Fiche technique et Distribution.
Rigadin aime la musique est un film muet français réalisé par Georges Monca, sorti en 1916.

## Fiche technique
- Titre : Rigadin aime la musique
- Réalisation : Georges Monca
- Scénario :
- Photographie :
- Montage :
- Société de production : Pathé Frères
- Société de distribution : Pathé Frères
- Pays d'origine :  France
- Langue : film muet avec les intertitres en français
- Métrage : 340 mètres dont 305 en couleurs
- Format : Noir et blanc et Couleurs — 35 mm — 1,33:1 — Muet
- Genre :  Comédie
- Durée : 11 minutes et 20 secondes
- Dates de sortie : 
  - France : 14 janvier 1916

## Distribution
- Charles Prince : Rigadin
- Clo Marra : la violoncelliste